# Kevin Magee (motociclista)
Kevin Magee (Horsham, 16 de julio de 1962) es un expiloto australiano de motocicletas que participó en el Campeonato del Mundo de Motociclismo en la categoría de 500cc. Participó en 36 Grandes Premios y consiguió una victoria.

## Biografía
Inició su carrera en competiciones australianas de Superbike y, después de ser internacionalmente conocido por el segundo puesto en las 8 Horas de Suzuka de 1986, obtuvo tres wildcard para participar en Grandes Premios del Mundial de 1987 con la Yamaha del Team Roberts. Ese año obtiene la victoria en las 8 Horas de Suzuka, junto al piloto alemán Martin Wimmer y se impone en una prueba del Campeonato Mundial de Formula TT 1987.
En 1988 entra a formar parte del pleno en el Team Roberts como compañero de equipo del estadounidense Wayne Rainey con el que ganaría nuevamente las 8 Horas de Suzuka.
En esta primera temporada completa del Mundial, obtiene también en la que será su única victoria en el Mundial, en el Gran Premio de España, obteniendo el quinto puesto de la clasificación final. En 1989 concluyó si ningún podio.
En el inicio de la tercera temporada, se lesionó gravemente en Gran Premio de Estados Unidos que le tuvo un largo tiempo fuera de las pistas. En 1991 hizo su primera aparición en el Campeonato Mundial de Superbikes, tomando parte en el GP de Sugo en Phillip Island, obteniendo una victoria (en la carrera 1) en Australia y otros dos podios. Participa en el mismo GP de la temporada pasada también en 1992, ganando de nuevo la primera carrera en Phillip Island. En el total de sus participaciones en el Campeonato del Mundo de Superbikes, Magee subió al podio en siete de las ocho carreras disputadas.
Actualmente es comentarista de retransmisiones para la Fox Sports Australia.

## Resultados en el Campeonato del Mundo de Motociclismo
Sistema de puntuación desde 1969 hasta 1987:
| Posición | 1.º | 2.º | 3.º | 4.º | 5.º | 6.º | 7.º | 8.º | 9.º | 10.º |
| Puntos   | 15  | 12  | 10  | 8   | 6   | 5   | 4   | 3   | 2   | 1    |

Sistema de puntuación desde 1988 hasta 1991:
| Posición | 1.º | 2.º | 3.º | 4.º | 5.º | 6.º | 7.º | 8.º | 9.º | 10.º | 11.º | 12.º | 13.º | 14.º | 15.º |
| Puntos   | 20  | 17  | 15  | 13  | 11  | 10  | 9   | 8   | 7   | 6    | 5    | 4    | 3    | 2    | 1    |

Sistema de puntuación de 1993 hasta 2022:
| Posición | 1.º | 2.º | 3.º | 4.º | 5.º | 6.º | 7.º | 8.º | 9.º | 10.º | 11.º | 12.º | 13.º | 14.º | 15.º |
| Puntos   | 25  | 20  | 16  | 13  | 11  | 10  | 9   | 8   | 7   | 6    | 5    | 4    | 3    | 2    | 1    |

### Carreras por año
| Año     | Cat.  | Equipo                      | 1       | 2       | 3     | 4     | 5     | 6     | 7      | 8     | 9       | 10    | 11    | 12    | 13    | 14      | 15    | Pts.  | Pos  |
| ------- | ----- | --------------------------- | ------- | ------- | ----- | ----- | ----- | ----- | ------ | ----- | ------- | ----- | ----- | ----- | ----- | ------- | ----- | ----- | ---- |
| 1987    | 500cc | Roberts-Yamaha              | JPN Ret | ESP -   | GER - | NAT - | AUT - | YUG - | NED 10 | FRA - | GBR -   | SWE - | CZE - | RSM - | POR 3 | BRA -   | ARG - | 11    | 15.º |
| 1988    | 500cc | Lucky Strike Roberts-Yamaha | JPN 7   | USA Ret | ESP 1 | EXP 3 | NAT 5 | GER 5 | AUT 6  | NED 4 | BEL Ret | YUG 5 | FRA 9 | GBR 5 | SWE 6 | CZE Ret | BRA 6 | 138   | 5.º  |
| 1989    | 500cc | Lucky Strike Roberts-Yamaha | JPN 5   | AUS 4   | USA 4 | ESP - | NAT - | GER 7 | AUT 5  | YUG 4 | NED 4   | BEL 7 | FRA 5 | GBR 6 | SWE 5 | CZE 7   | BRA 6 | 138.5 | 5.º  |
| 1990    | 500cc | Lucky Strike-Suzuki         | JPN 4   | USA Ret | ESP - | NAT - | GER - | AUT - | YUG -  | NED - | BEL -   | FRA - | GBR - | SWE - | CZE - | HUN -   | AUS - | 13    | 21.º |
| 1991    | 500cc | Marlboro Roberts-Yamaha     | JPN 13  | AUS 11  | USA - | ESP - | ITA - | GER - | AUT -  | EUR - | NED -   | FRA - | GBR - | RSM - | CZE - | VDM -   | MAL 5 | 19    | 19.º |
| 1993    | 500cc | Nihontelecom RT Yamaha      | AUS -   | MAL -   | JPN 9 | ESP - | AUT - | GER - | NED -  | EUR - | RSM -   | GBR - | CZE - | ITA - | USA - | FIM -   |       | 7     | 25.º |
| Fuente: |       |                             |         |         |       |       |       |       |        |       |         |       |       |       |       |         |       |       |      |